# 唐九經
唐九經（？—17世紀），字敏一、敏乙，浙江紹興府山陰縣人，一作會稽縣人，明朝、南明政治人物。

## 生平
唐九經是天啟四年（1624年）甲子科順天鄉試第一百二十一名舉人，到崇禎十年（1637年）成進士，獲授長洲知縣，有惠政名聲；之後任職淮安推官，負責監督藩鎮軍事。隆武年間他擔任天興督學御史，和林必達主持天興鄉試。清朝時御史王應昌以督學八閩推薦唐九經，他推辭不赴任；同年饑荒，他倡議賑災，救活不少人命。他同時擅長書畫，所畫的師子林藏石小楷，世人爭相收藏。

## 家族
曾祖唐文卿，祖唐朝臣，父唐克信。孫唐曾述，康熙三十三年甲戌進士。

## 引用
1. 1 2  嘉慶《山陰縣志·卷十四·鄉賢二》：唐九經，字敏一，崇禎丁丑進士，知長洲縣，有惠政。擢淮州【安】府推官，監藩鎮軍事。御史王應昌以督學八閩薦九經，九經辭不赴。會歲大祲，倡議施賑，存活甚眾。工書，所勒師子林藏石小楷，世爭寶之。 舊志隱逸
2. 1 2  錢海岳《南明史·卷四十三·列傳第十九》：（林必達）代唐九經為天興督學御史，同考天興鄉試……九經，字敏一，會稽人。崇禎十年進士。授長洲知縣，轉淮安推官、監軍，遷天興督學御史。
3. ↑  明崇禎刻本《崇禎十年丁丑科進士三代履歷》：唐九经，曾祖文卿，祖朝臣，父克信。敏乙，易三房，辛亥七月初六日生，宛平县籍，浙江会稽县人，甲子一百二十一名，会一百一名，三甲一百二十五名，礼部观政，本年十二月授长洲知县，庚辰丁憂、拾遺。
4. ↑  嘉慶《山陰縣志·卷十·選舉一》：唐九經 順天中式……以上（天啟）四年甲子科（舉人）